# Dlusztus Imre
Dlusztus Imre (írói neve Vecsernyés Imre) (Szeged, 1960. január 25. –) magyar újságíró, költő, labdarúgó-vezető, borszakíró.

## Életpályája
Dlusztus Károly és Vecsernyés Sarolta gyermekeként született. Középiskolai tanulmányait a Ságvári Endre Gyakorló Gimnázium francia szakán végezte el. 1978-ban érettségizett. 1979-1984 között a JATE BTK magyar-történelem szakán szerzett tanári diplomát. 1984-1985 között elvégezte a MÚOSZ újságíró iskolát.
1978-tól publikált verseket Vecsernyés Imre néven. 1982 és 1985 között a Szegedi Egyetem gyakornoka, munkatársa, szerkesztője volt. 1987-től a Délmagyarország című napilap munkatársa volt. 1989-1990 között főszerkesztő-helyettese, 1990-2001 között pedig főszerkesztője ennek a napilapnak, és a kiadó vállalat ügyvezetője. 2001-ben alapító főszerkesztője és kiadóvezetője a külügyminisztérium lapjának, a Hungarian Review-nak. 2001-től 2012-ig a Szegedi Egyetem főszerkesztője volt. 2002-ben a Hír TV egyik alapító tagja volt. Orbán Viktor bízta meg az adó főszerkesztésével. 2004-ben új fővárosi lapot indított Helyi téma címmel. 2011-ben indította az ország első online borászati napilapját, az elitbor.hu-t.
1992 és 1995 között a Szegedi Dózsa elnöke volt. 1995-ben hatodmagával létrehozta a Tisza Volán Focisulit, aminek 2002-ig elnöke volt. 1998-1999 között a Szeged LC társadalmi elnöke volt. 1997-1999 között a Csongrád megyei Labdarúgó-szövetség elnöke volt. 2000-2001 között az MLSZ utánpótlás-bizottság elnöke volt. 2007 óta a KÉSZ Labdarúgó Akadémia Alapítvány titkára. 2009 óta a SZEAC alelnöke.

## Családja
1985-ben vette feleségül Kószó Teréz gyógyszerészt. 3 gyermekük született: Dlusztus Imre (1986), Dlusztus András (1988) és Dlusztus Ágnes (1991). 1999-ben elváltak. 2005-ben feleségül vette Páble Erzsébet tanárnőt.

## Díjai, elismerései
- Móricz Zsigmond-ösztöndíj (1988)
- Táncsics Mihály-díj (1998)
- MOB-médiadíj (oklevél, 1998)
- Év Könyve 2004

## Művei
- Balogh Tamás–Dlusztus Imre: A hipofízis-ügy; IPV, Bp., 1987
- Vízlépcsőd. "Bősi ülésszak"; Novum, Szeged, 1989
- A nép borítékolt szava. Levelek Király Zoltán és Südi Bertalan képviselőkhöz; összeáll., bev. Dlusztus Imre; Rakéta, Bp., 1989
- Segítek neked hazatalálni. Dlusztus Imre karácsonyi beszélgetése Gyulai Endre megyés püspökkel; Délmagyarország, Szeged, 1994
- Felpróbáltam Amerikát (1994)
- Barcs Sándor; előszó Puskás Öcsi; Délmagyarország–Csongrád Megyei Labdarúgó Szövetség, Szeged 1997
- Dlusztus Imre–Papp Csaba–Szabó Magdolna: Borkóstoló; Délmagyarország, Szeged, 1999 (angol és német nyelven is)
- Futballizmus; Délmagyarország, Szeged, 1999
- A szép magyar bor; fotó Kaiser Ottó; Alexandra, Pécs, 2003
- Dlusztus Imre–Novák Miklós: A sakkzseni. Lékó Péter saját játszmaelemzéseivel; Alexandra, Pécs, 2004
- Árvay János; Alexandra, Pécs, 2004 (Magyar borászok)
- Báthori Tibor; Alexandra, Pécs, 2004 (Magyar borászok)
- Bock József; Alexandra, Pécs, 2004 (Magyar borászok)
- Figula Mihály; Alexandra, Pécs, 2004 (Magyar borászok)
- Gál Tibor; Alexandra, Pécs, 2004 (Magyar borászok)
- Gere Attila; Alexandra, Pécs, 2004 (Magyar borászok)
- Gere Tamás; Alexandra, Pécs, 2004 (Magyar borászok)
- Günzer Tamás; Alexandra, Pécs, 2004 (Magyar borászok)
- Kamocsay Ákos; Alexandra, Pécs, 2004 (Magyar borászok)
- Malya Ernő; Alexandra, Pécs, 2004 (Magyar borászok)
- Mayer Márton; Alexandra, Pécs, 2004 (Magyar borászok)
- Polgár Zoltán; Alexandra, Pécs, 2004 (Magyar borászok)
- Szepsy István; Alexandra, Pécs, 2004 (Magyar borászok)
- Thummerer Vilmos; Alexandra, Pécs, 2004 (Magyar borászok)
- Tiffán Ede; Alexandra, Pécs, 2004 (Magyar borászok)
- Wunderlich Alajos; Alexandra, Pécs, 2004 (Magyar borászok)
- Balaton; fotó Kaiser Ottó; Alexandra, Pécs, 2005 (angol és német nyelven is)
- Borpincék; fotó Kaiser Ottó; Alexandra, Pécs, 2005 (angol és német nyelven is)
- A szép magyar bor; fotó Kaiser Ottó; 2. átdolg. kiad.; Alexandra, Pécs, 2005
- Bátyi Zoltán–Dlusztus Imre: KÉSZ siker. 25 éves a KÉSZ Kft.; KÉSZ Kft., Szeged, 2007
- Mondat. Válogatott írások; előszó Darvasi László; SZTE, Szeged, 2009
- Futballizmus II. Bevezetés a labdarúgás közgazdaságtanába; KÉSZ Labdarúgó Akadémia Alapítvány, Szeged, 2009
- Hogyan neveljünk focistát? Segédlet kisgyermekes szülőknek és más pályakezdőknek; szerzői, Szeged, 2012
- Csonka Gábor–Dlusztus Imre: Ne gyűlöljetek! Hogyan veszítettük el Natasát...; Agami '93 Kft., Szeged, 2012
- Meglelé borát. A Duna borrégió borútikönyve; Mihazánk Kft., Szeged, 2012 (Borútikönyv)
- Meglelé borát. Az Eger borrégió borútikönyve; Mihazánk, Szeged, 2012 (Borútikönyv)
- Meglelé borát. A Pannon borrégió borútikönyve; Mihazánk Kft., Szeged, 2013 (Borútikönyv)
- Dlusztus Imre–Soós Kálmán: A jó magyar pálinka; Panyik Gáborné szakmai bevezetőjével; Mihazánk, Szeged, 2013
- Meglelé borát. Sopron és az Észak-Dunántúli borrégió borútikönyve; Mihazánk Kft., Szeged, 2014 (Borútikönyv)
- Meglelé borát. A Balaton borrégió borútikönyve; Jósika-Ház Bt., Szeged, 2015 (Borútikönyv)
- Meglelé borát. A Tokaj borrégió borútikönyve; Mihazánk, Szeged, 2015 (Borútikönyv)
- Út a borhoz; Elitbor Könyvek, Szeged, 2016
- Meglelte borát. A Duna borrégió borútikönyve; szöveg, fotó, Dlusztus Imre; Eusebius Kft., Szeged, 2017 (Borútikönyv)
- Első félidő. Fejezetek a szegedi labdarúgás közelmúltjából; fotó Gyenes Kálmán, szöveg Dlusztus Imre; Nemzeti Értékek, Szeged, 2018
- Dénes Tamás–Dlusztus Imre: Meggypiros mezben. A magyar labdarúgó-válogatott játékosai, 1902–2019; Nemzeti Értékek, Szeged, 2019 (Nemzeti értékek könyvsorozat)
- Kínai vaddisznók; Gondolat Kiadó, Budapest, 2022, ISBN 9789635562428

## Külső hivatkozások
- Kortárs Magyar Írók
- Webradio.hu
- Borsod Megyei Online